# До мінор
До мінор (C minor, c-Moll) — мінорна тональність, тонікою якої є нота до. Гама до мінор містить звуки:
до -ре -мі♭ - фа - соль - ля♭ - сі♭
 C - D - E♭ - F - G - A♭ - B♭.
Паралельна тональність — мі-бемоль мажор, однойменний мажор — до мажор. До мінор має три бемолі біля ключа (сі-, мі-, ля-).

## Найвідоміші твори, написані в цій тональності
- Й. С. Бах — прелюдія і фуга з 1-го та 2-го зошитів ДТК
- Л. Бетховен — Симфонії № 5
- Ф. Шуберт — Симфонія № 4
- А. Ведель — концерти «В молитвах неусипающую Богородицу», «Услиши, Господи, глас мой», «Ко Господу, внегда скорбіти ми».[2][3]:
- Д. Бортнянський — концерти "Скажи ми, Господи, кончину мою", "Гласом моім ко Господу воззвах"[4]
- С. В. Рахманінов — концерт для фортепіано з оркестром № 2
- С. Прокоф'єв — Симфонія № 3
- Д. Д. Шостакович — Симфонії № 4, № 8